# هارفى نورمان
هارفى نورمان هي شركه كبيره جدا في أستراليا لبيع الادوات الكهربية والاثاث واجهزه الحاسوب بالتجزئة، ويوجد لها أكثر من 160 فرع في أستراليا ونيوزيلندا وسلوفينيا والجزيرة الأيرلندية وماليزيا وسنغافورة.

## وصلات خارجية
- هارفى نورمان أستراليا
- هارفى نورمان نيوزيلندا
- هارفى نورمان سنغافورة
- هارفى نورمان أيرلندا
- هارفى نورمان سلوفينيا